# Чакана

Чакана

Чака́на — ступінчастий хрест, з найдавніших часів широко поширений в Південній Америці. 

Термін Чакана застосовуваний також до фрагментів, тобто до однієї або двох чвертей такого хреста.

## Опис
Чакани з трьома сходинками в кожній своїй чверті, називають інкськими, з іншою кількістю сходинок — андськими. Європейці, для полегшення християнізації інків ще від часів Франсиско Пісарро, назвали чакану хрестом. Тому зараз стосовно неї в ходу також використання термінів — інкський або андський хрест. 

Найбільша кількість зразків чаканів, з тих, що дійшли до новітнього часу, має три ступені, але зустрічаються й інші варіанти.

## Інкська чакана (інкський хрест)

### Символічні значення інкської чакани

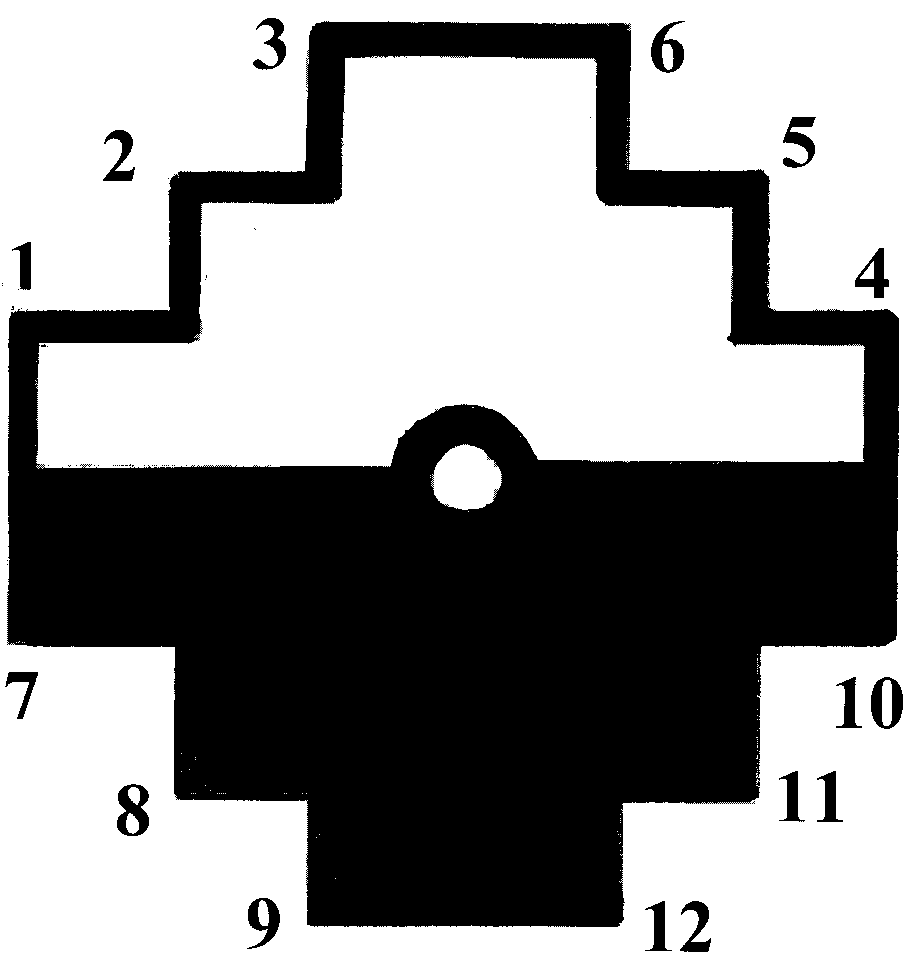
До пояснення символічних значень інкської чакани

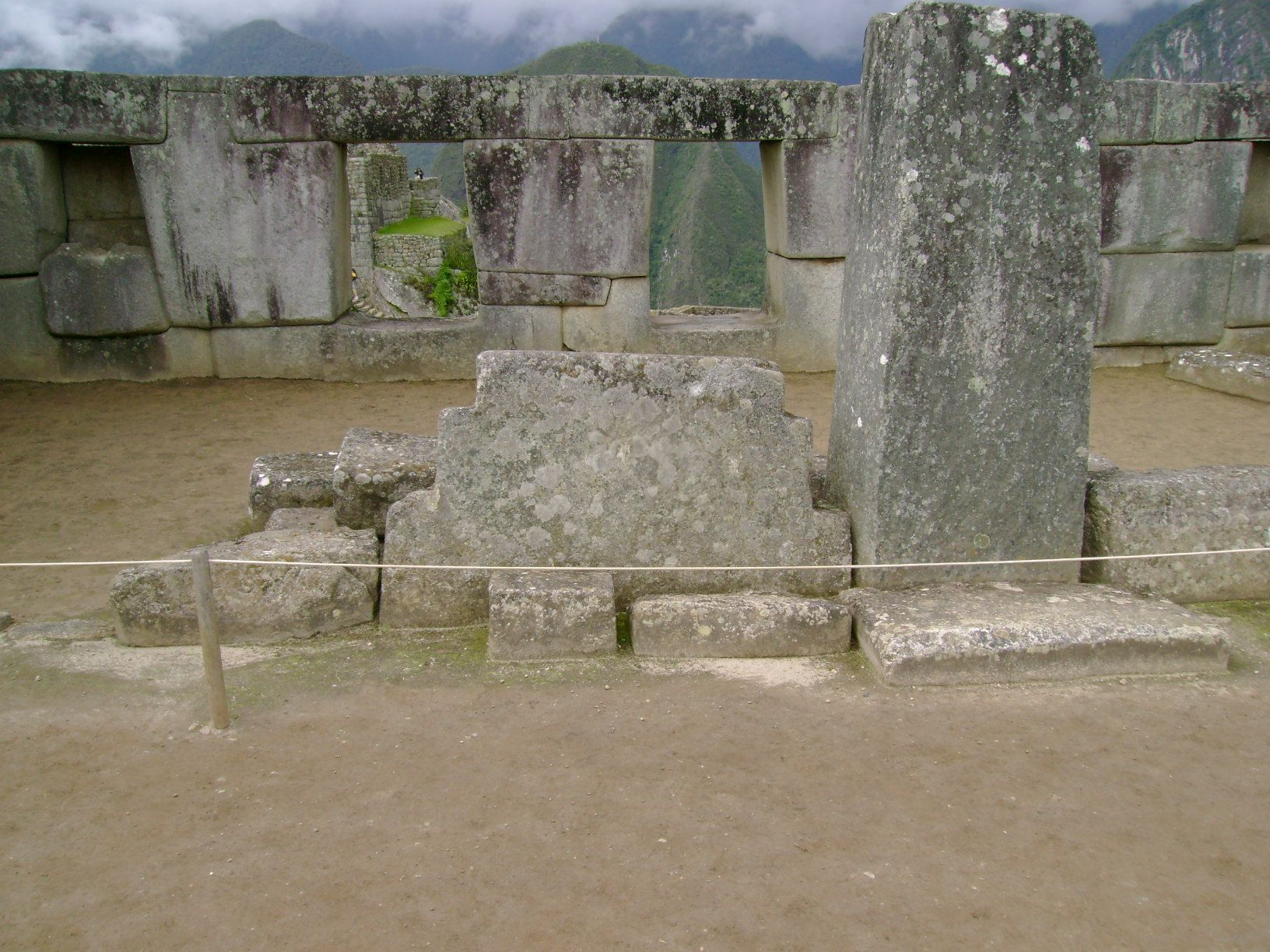
Інкська чакана, Храму Трьох Вікон. Мачу-Пікчу, Перу

Верхня, світла половина інкської чакани є символом Матері-Землі (Пачамами).
Цікаво, що у разі монументального виконання, при установці, її орієнтували так, щоб 21 червня (в день літнього сонцестояння) на сході сонця тінь лягала точно у підніжжя, утворюючи з символом Матері-Землі повну фігуру чакани. Такі, свого роду «діючі» чакани, досі можна бачити, в Храмі Трьох Вікон (Мачу Пікчу, Перу) або в Храмі Сонця в Пісаці (Перу). Їх фотографії наведені правіше цього тексту.
Світлий і темний відтінки верхньої та нижньої половин інкської чакани символізують дуалізм — подвійність світу (янанті), а коло позначає пуп або центр світу, життя і взагалі Всесвіт (Коско). Тут і далі курсивом дається звучання терміна на мові кечуа — існуючій понині офіційній мові Імперії Інків.

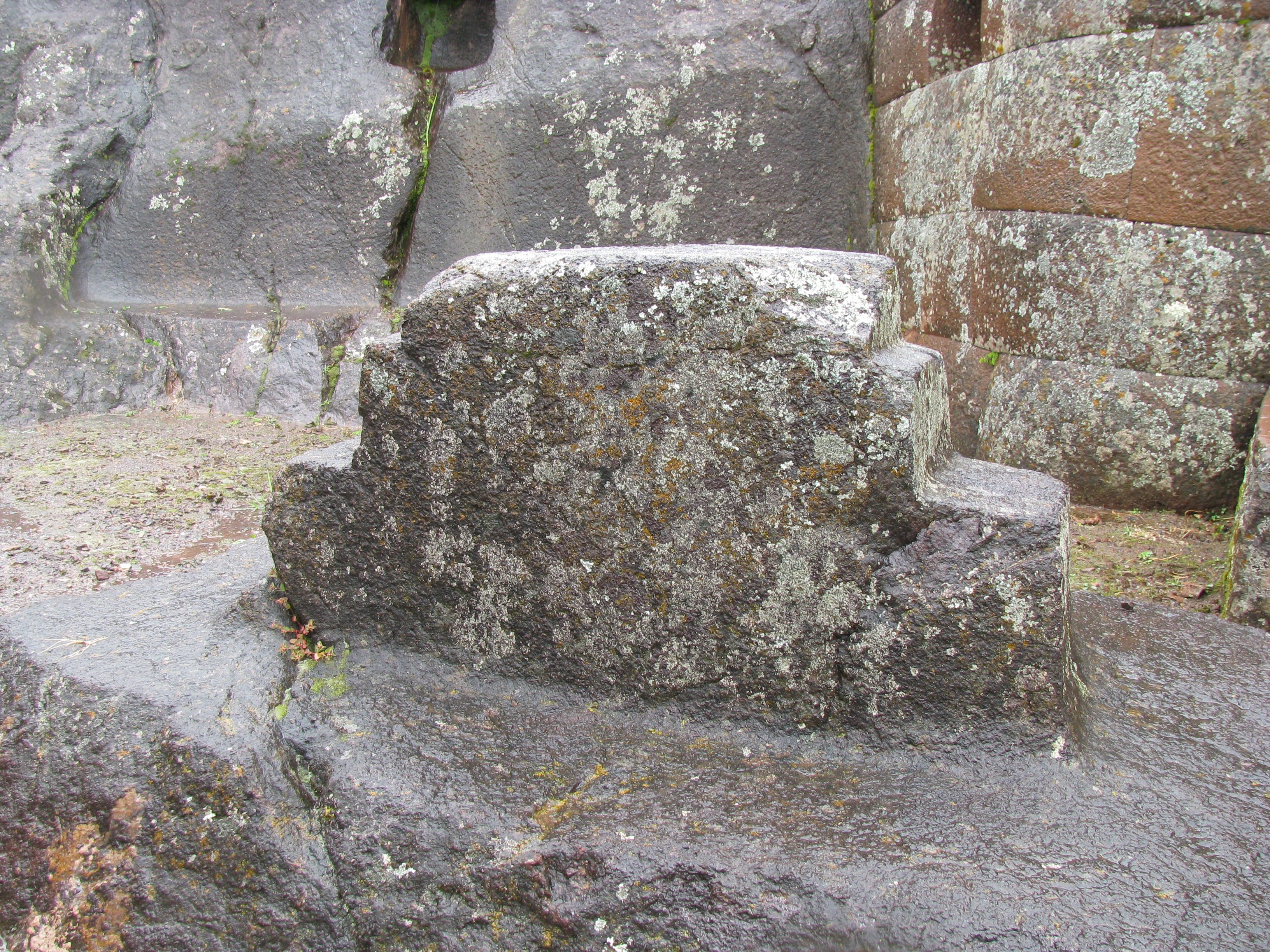
Інкська Чакана Храму Сонця. Пісак, Перу

Інкська чакана, є символом гармонії світу. Чотирма групами своїх сходинок вона як би об'єднує чотири групи понять. А саме:
- Перша чверть символізує енергетичні рівні або світи:
- # — Нижній або підземний — уху пача або урін пача (ембріон, мумія)
- # — Середній або наземний — кай пача (наш світ)
- # — Верхній або небесний — ханан пача або ханак пача (світ богів)
- # * Друга чверть позначає священних тварин, які відповідають цим світам:
- # — Змію — амару (світ підземний)
- # — Пуму — пума або тіті (світ наземний)
- # — Кондора —  кунтур  (світ небесний)
- # * Третя чверть символізує життєві принципи:
- # — Не кради —  ама суа
- # — Не бреши —  ама льульа
- # — Не лінуйся —  ама кельа
- # * Четверта — людське призначення:
- # — Благодійність, любов — мунай
- # — Знання — ячай
- # — Праця, робота — льанкай

Чотири кінці інкської чакани символізують чотири регіони (суйо) які складали Імперію Інків (Тауантінсуйо): Чинчайсуйо, Кольасуйо, Антісуйо  і  Контісуйо . 

Кінці інкської чакани також означають і сузір'я Південного хреста, якому інки поклонялися. 

Крім того, чотири кінці будь-якої чакани (3х, 4х, 5-ти і семиступінчастої) символізують чотири стихії (вода, земля, повітря і вогонь), а також ще й чотири сторони світу.

### Побутове поширення инкской Чака

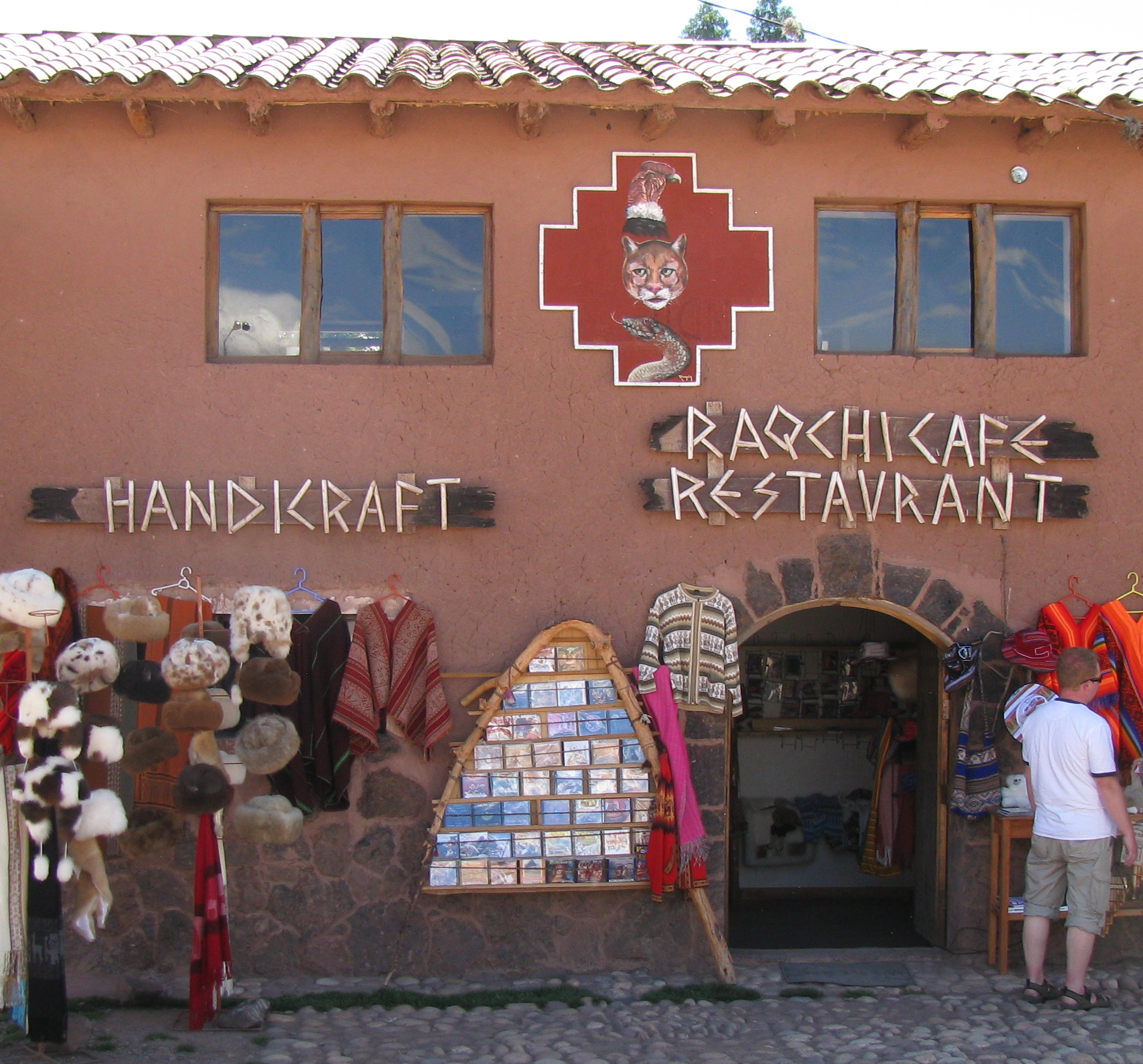
Інкська чакана на рекламі. Ракчі, Перу

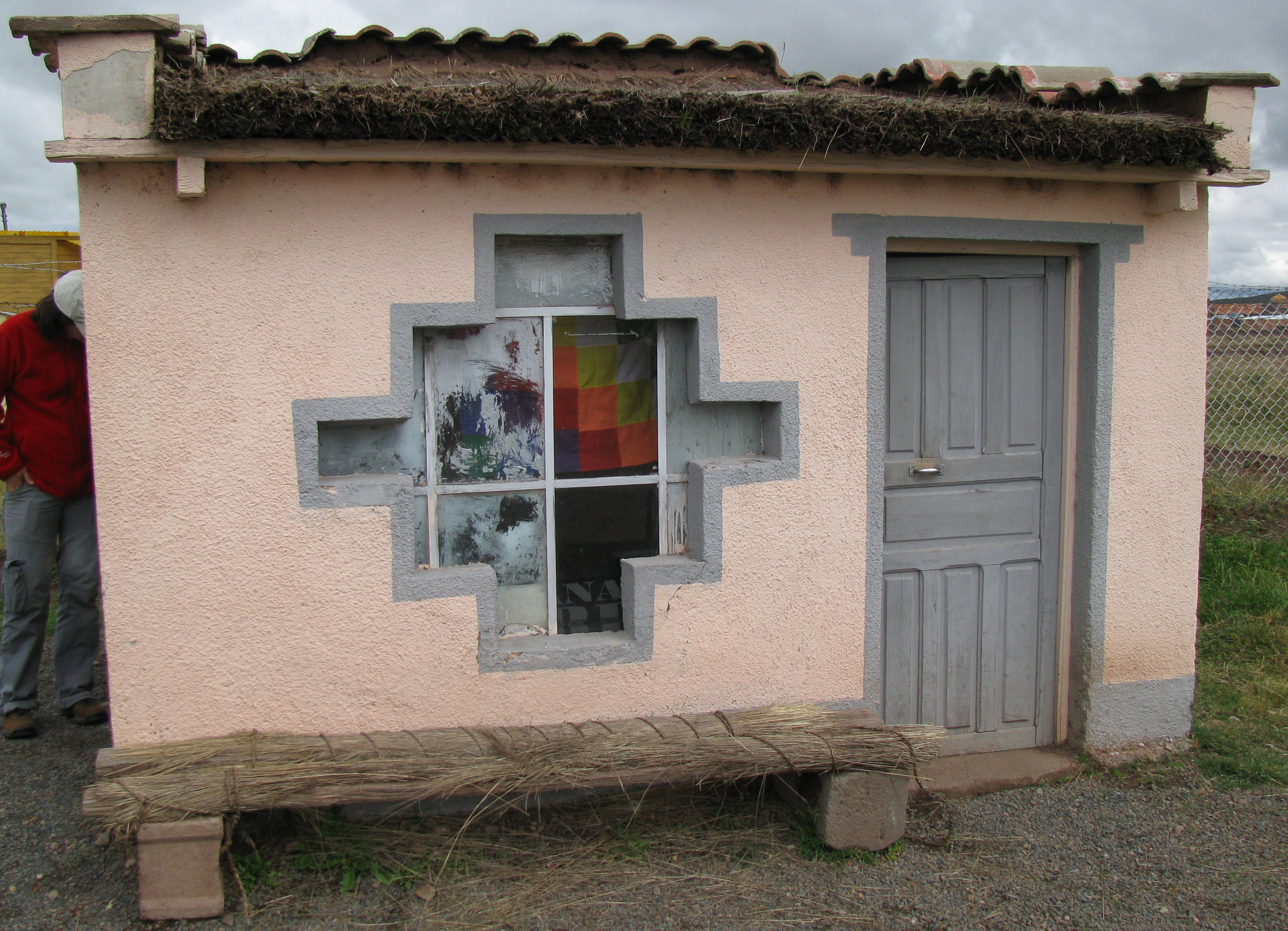
Вікно у формі чакани. Тіуанако, Болівія

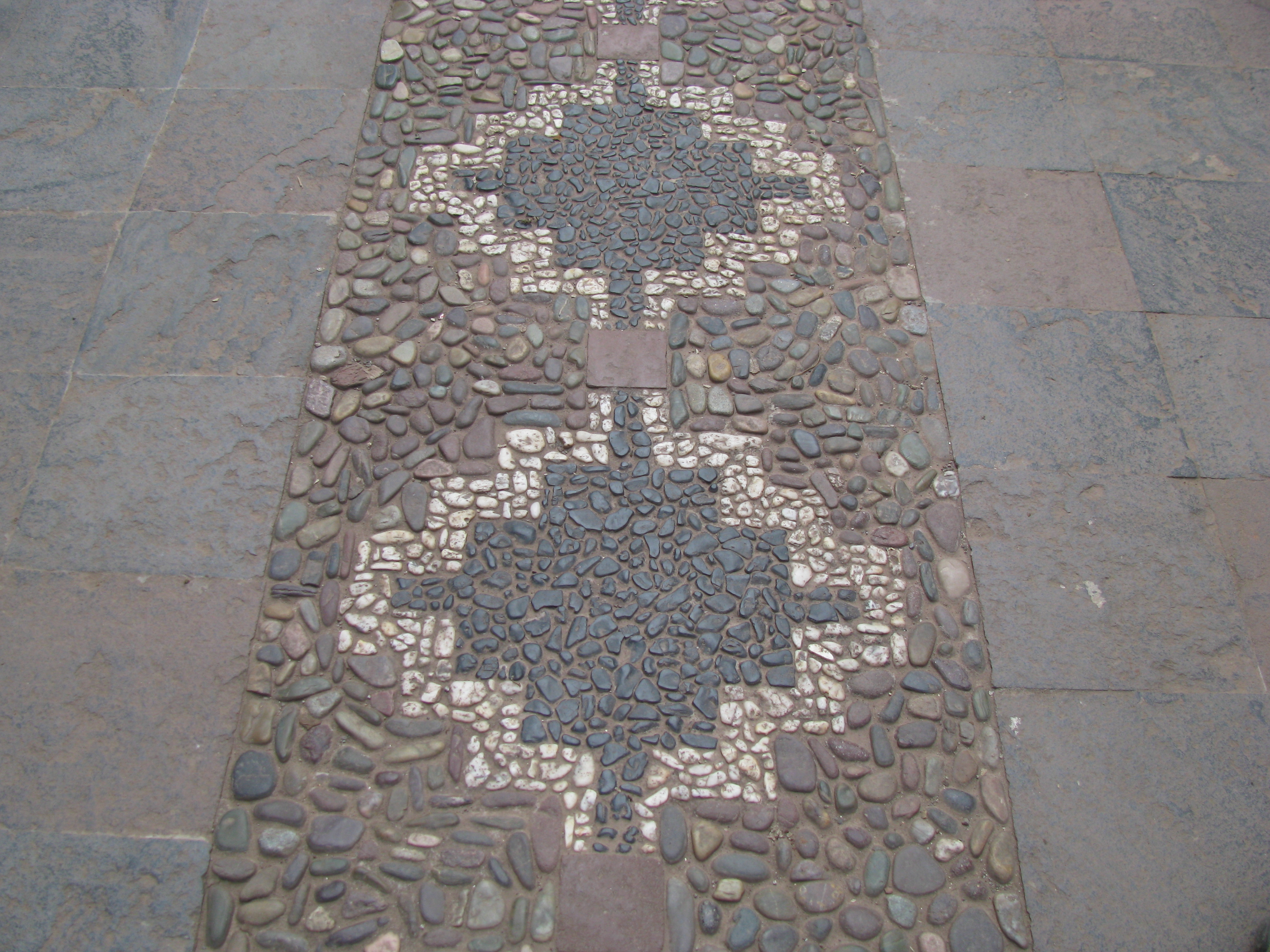
Андська чакана на бруківці біля Храму Коріканча в Куско, Перу

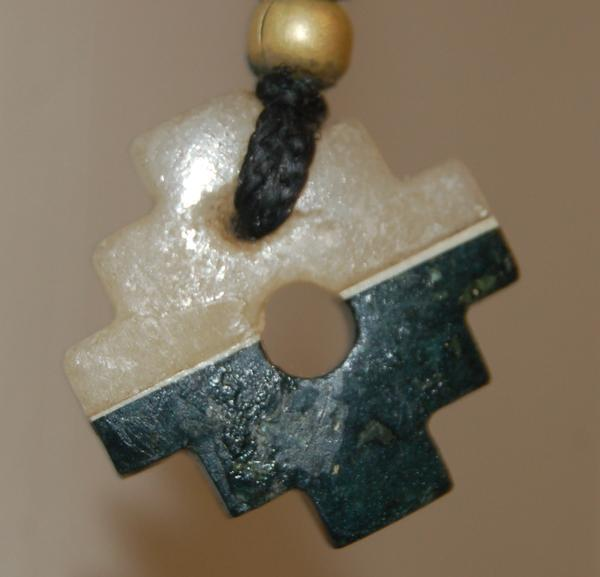
Кулон у формі чакани.

У житті сучасних інкських нащадків чакана поширена повсюдно, фактичним будучи їх символом. На фотографіях показані побутові приклади її використання. Про достатність різної сувенірної продукції згадувати навіть немає сенсу. Звернемо увагу, що чакана на стіні магазину (Ракчі, Перу) містить голови змії, пуми і кондора, які відповідні, як зазначалося вище, символічному змісту своїх 4,5 і 6 ступенів.

## Андська чакана (андський хрест)

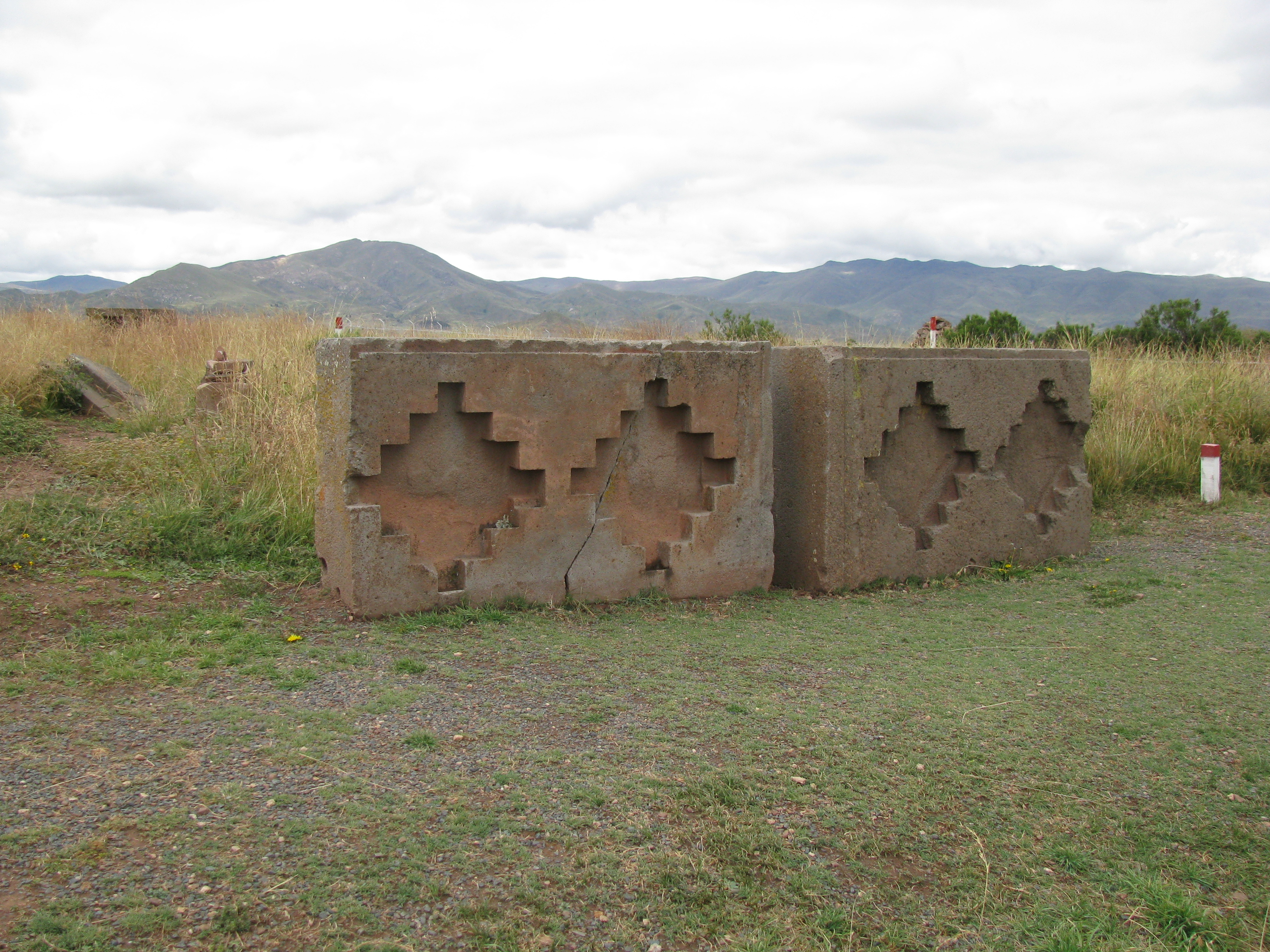
Андські чакани на мегалітах Тіуанако, Болівія

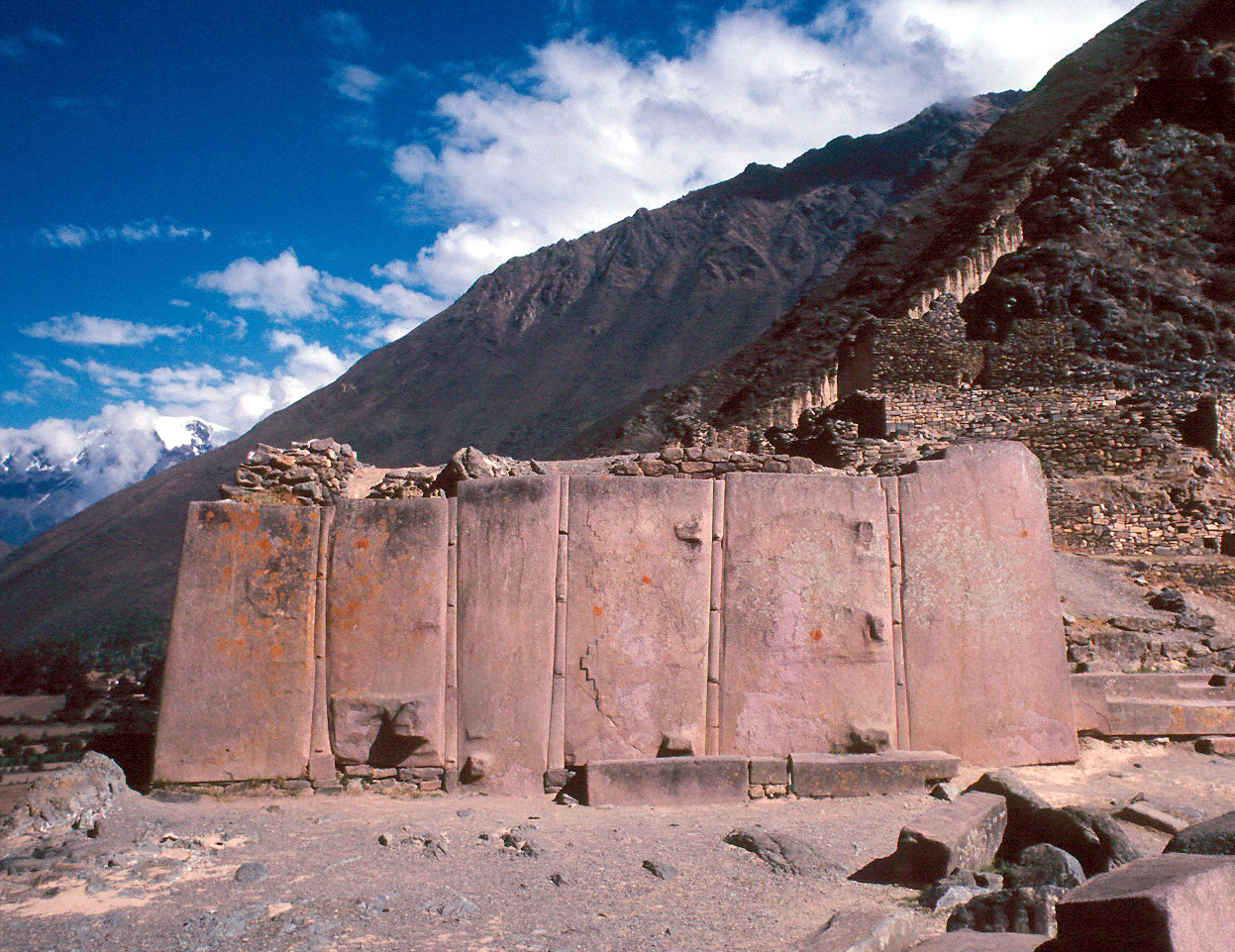
Андські чакани, Стіна шести мегалітів в Ольянтайтамбо, Перу

Андська чакана зустрічається порівняно рідко. Як згадувалося, відрізняється від інкської кількістю ступенів. Частіше зустрічається чотири, як на мегалітах Тіуанако (Болівія). Вони показані зліва. 

Рідше можна побачити п'ять щаблів, як наприклад за 40 кілометрів від Куско в Ольянтайтамбо (Перу). Тут, в залишках основи будівлі, за традицією умовно названої Храмом Сонця, вони напівстерті, але все ще помітні на Стіні шести мегалітів з рожевого порфіру, який не поступається по твердості граніту. 

Є одиничний приклад семиступінчастої чакани. Її нижня половина, виконана з глини і зовсім вже слабо видна, знаходиться на стіні головної будівлі Храму творця світу Віракоча (Ракчі, Перу).
Тлумачення складових андського хреста зараз не відомі. Можна лише здогадуватися, що вони схожі на тлумачення елементів інкської чакани.

## Фрагменти повної чакани

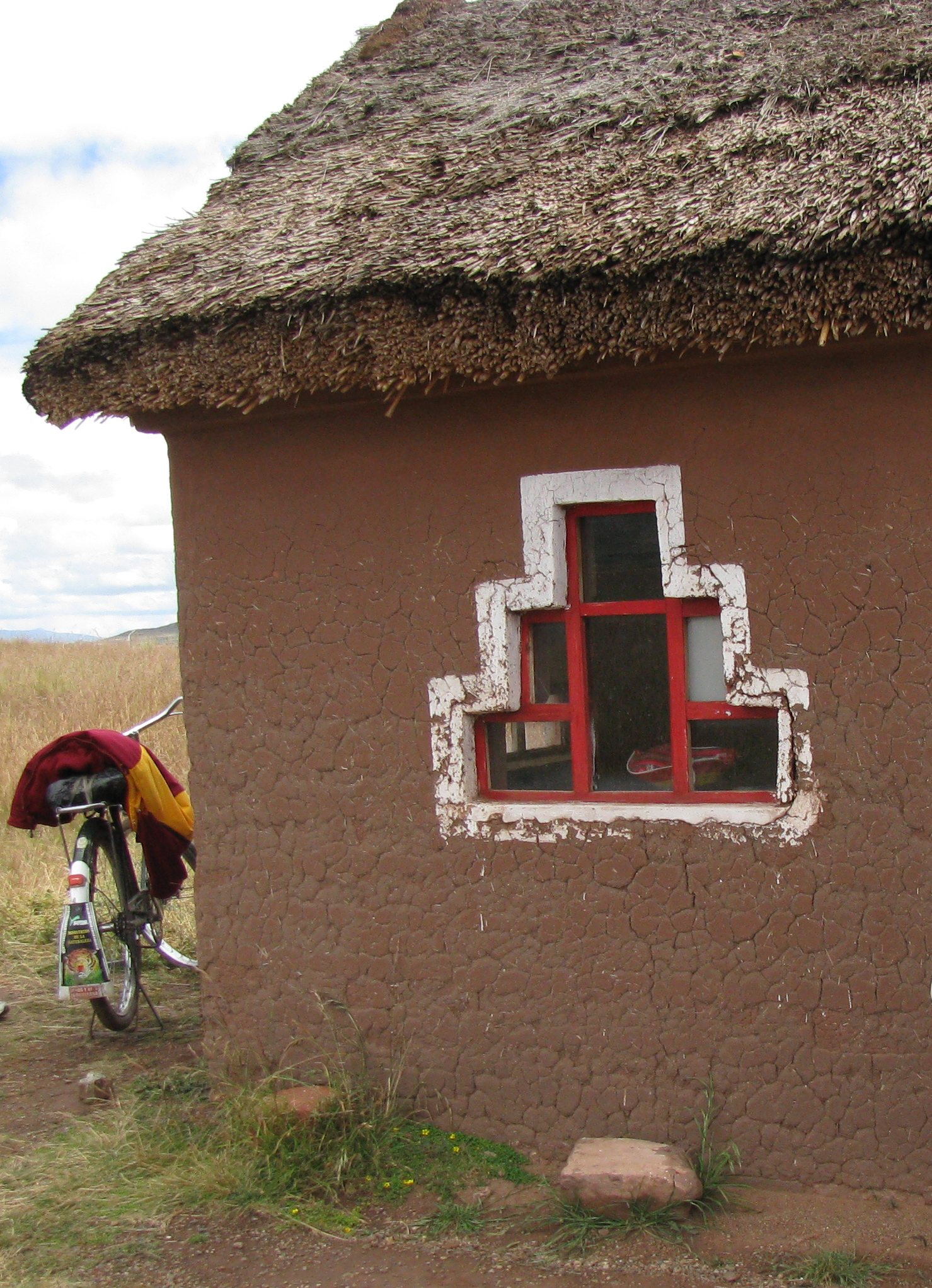
Вікно в формі чакани, Пума Пунку (Puma Punku), Болівія

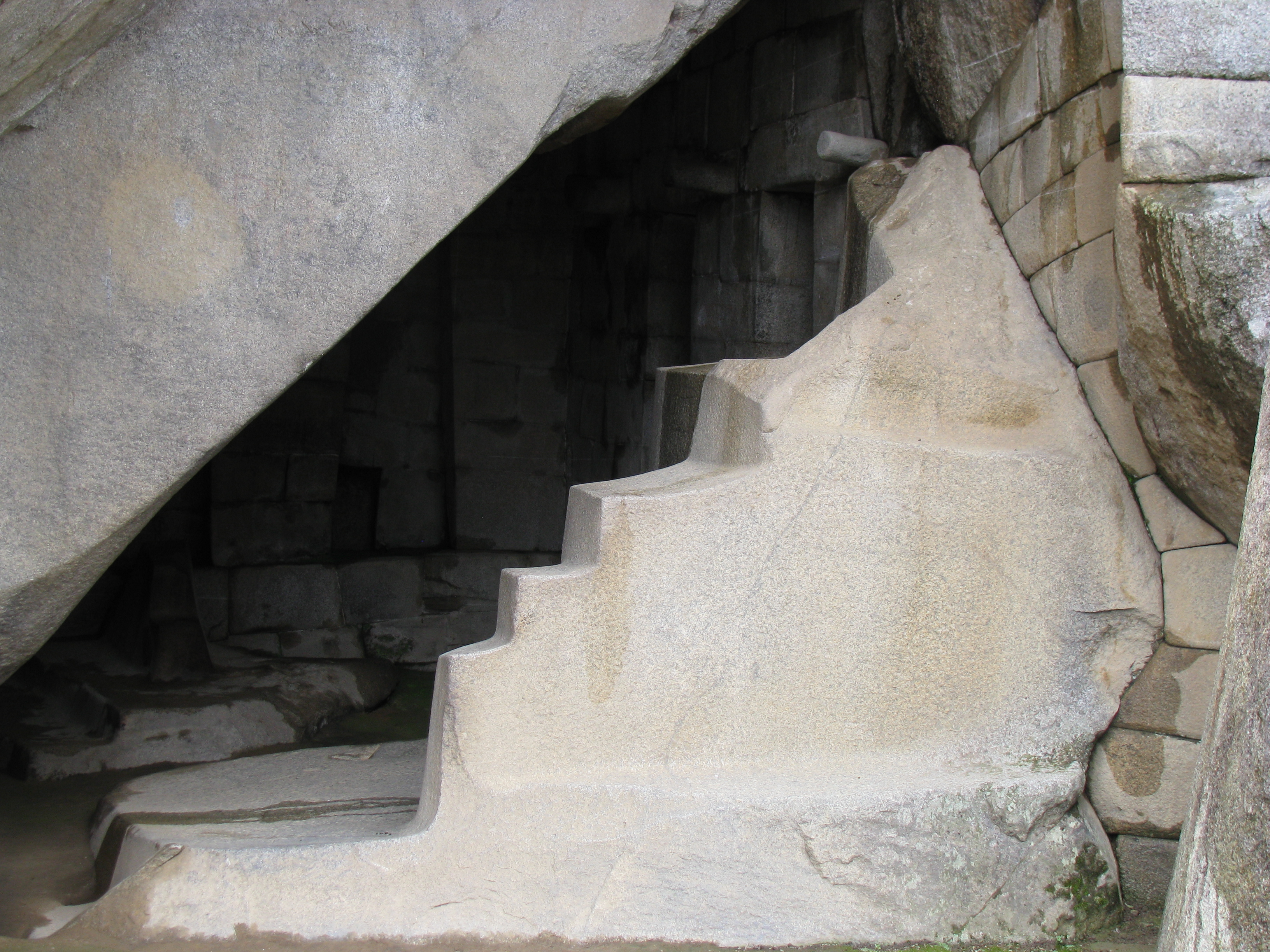
Андськая чакана, Мачу Пікчу, Перу

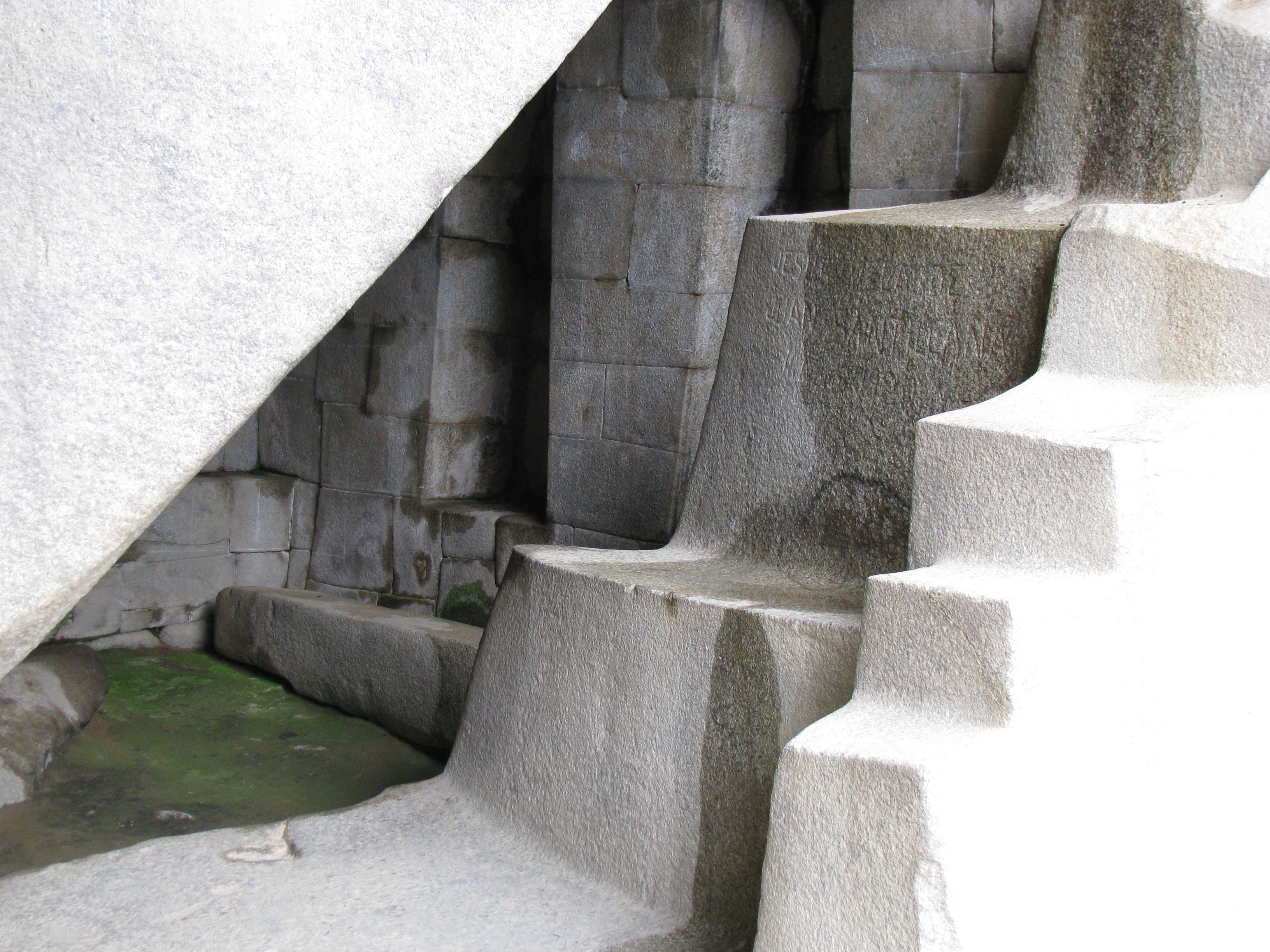
Подвійна чакана — андська та інкська, Мачу Пікчу, Перу

Цікаво, що для поклоніння було цілком звичайною справою застосування всього лише однієї або двох чвертей, які, як зазначалося, все одно звуться чаканою.
Як такий приклад можна вказати не тільки наведені на початку статті символи Пачамама. 

В Мачу Пікчу (Machu Picchu), Перу, є унікальний у своєму роді комплекс з двох чакан — андської на передньому плані і розташованої за нею інкської. Така єдність, до речі, доводить їх близькоспоріднений зв'язок і одночасно, мабуть, різний смисловий зміст. Фотографії дані вище цього тексту.
До речі фрагменти чакани мають таке ж поширення в побуті, як і повні. Приклад зображений на малюнку справа.

## Загадка двоступеневої чакани

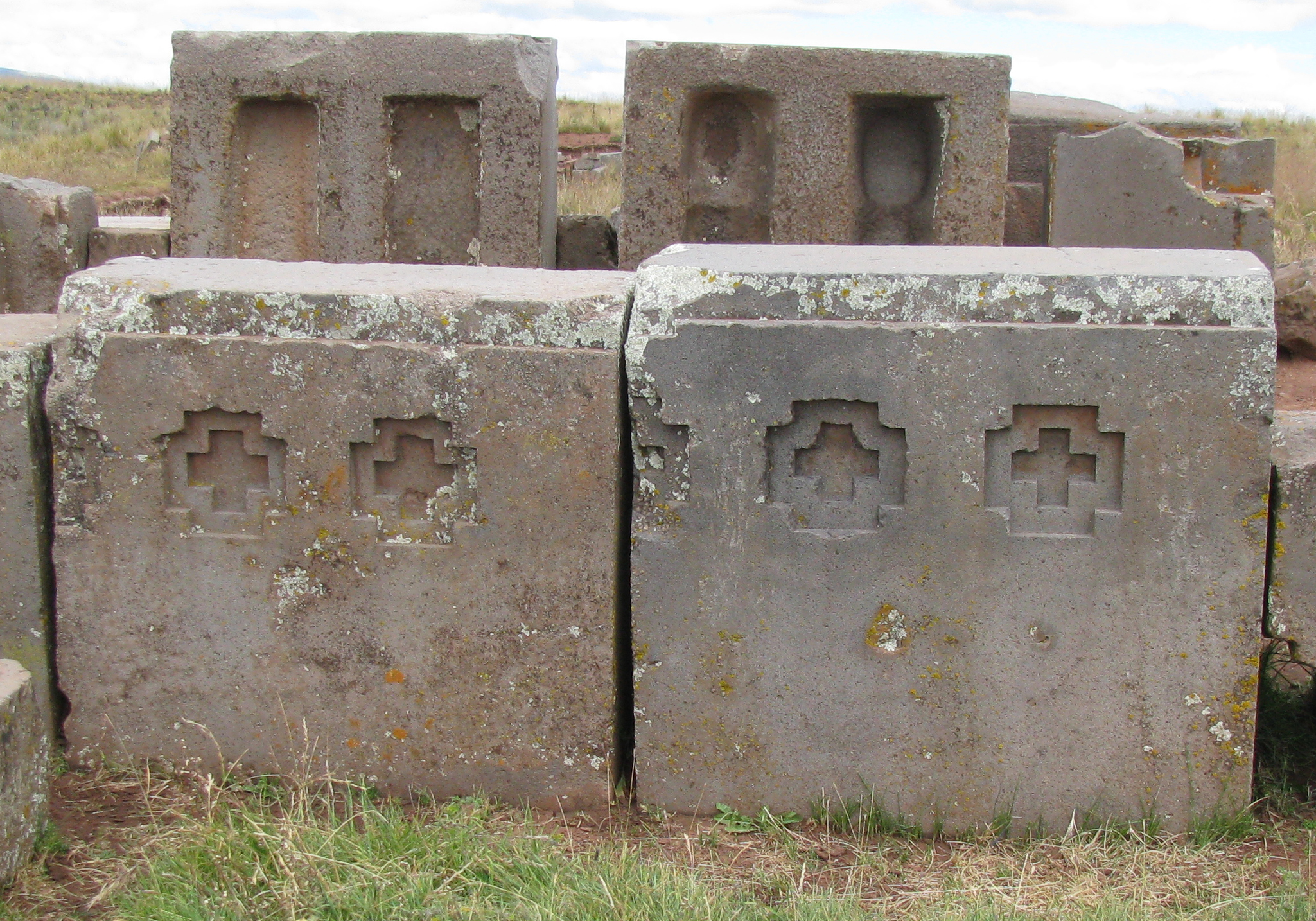
Мегаліти із зображенням двоступеневої чакани, Пума Пунку (Puma Punku), Болівія

У завершенні відзначимо, що в розкопі Пума Пунку, (Болівія) представлені мегаліти з рельєфами, які можна було б вважати двоступінчатими чаканами. Тобто, по суті грецькими хрестами. Але стверджувати так з повною визначеністю неможливо. Пума Пунку єдине місце, де вдалося виявити подібні рельєфи. Згадок в літературі про інші схожі варіанти також поки не знайшлося. А зовнішня схожість штука ненадійна.
Втім, показана вище подвійна чакана в Мачу Пікчу, що складається з андської та інкської, теж не має аналогів.
Враховуючи, що дані зразки цілком можуть бути просто конструктивними елементами, ми всього лише, звертаємо увагу на існування деякої загадки ідентифікації.